# Niinisaaret (ö i Norra Savolax, Kuopio, lat 62,97, long 26,91)
Niinisaaret är en ö i Finland. Den ligger i sjön Hirvijärvi och i kommunen Kuopio i den ekonomiska regionen  Kuopio ekonomiska region  och landskapet Norra Savolax, i den centrala delen av landet, 300 km norr om huvudstaden Helsingfors. Öns area är 1,1 hektar och dess största längd är 180 meter i sydöst-nordvästlig riktning.  Notera att namnet antyder att det är fråga om flera öar.